# Лэнг, Билл
Билл Лангрэнчи (англ. Bill Langfranchi) более известный как Билл Лэнг (англ. Bill Lang, 8 июля 1883, Мельбурн, Австралия — 3 сентября 1952, Мельбурн, Австралия) — австралийский боксёр-профессионал. Один из оппонентов чемпиона мира британца Боба Фицсиммонса.

## Результаты боёв
| Бой | Дата | Соперник | Судьи | Место боя | Раундов | Результат | Дополнительно |
| --- | ---- | -------- | ----- | --------- | ------- | --------- | ------------- |
|     |      |          |       |           |         |           |               |
| Бой | Дата | Соперник | Судьи | Место боя | Раундов | Результат | Дополнительно |